# Мауль, Рональд
Ро́нальд Ма́уль (нем. Ronald Maul; 13 февраля 1973, Йена, ГДР) — немецкий футболист, выступавший на левом фланге полузащиты и защиты.

## Биография
Мауль начинал карьеру в академиях клубов из родной Йены — «Гляйзталь» и «Карл Цейсс». В 17-летнем возрасте он перешёл в «Оснабрюк», где провёл пять лет. В 1995 году Мауль стал игроком билефельдской «Арминии», с которой он в первый же сезон вышел в Бундеслигу. В последующие сезоне Рональд в составе клуба вылетал во Вторую Бундеслигу и вновь возвращался в первую лигу.
В 1999 году Мауль был включен в состав сборной Германии на Кубок конфедераций в Мексике, где он провёл два матча.
В 2000 году Мауль перешёл в «Гамбург», где ему закрепиться не удалось и он провёл всего три матча в Бундеслиге. Спустя год он  отправился в «Ганзу». В составе клуба из Ростока Мауль провёл 102 матча в Бундеслиге и покинул его в качестве свободного агента летом 2006 года. 24 октября 2006 года Рональд подписал контракт с «Карл Цейссом», из которого он ушел по окончании сезона. В январе 2008 года Мауль присоединился к «Рот-Вайссу» из Алена и помог клубу в этом же сезоне оформить выход во Вторую Бундеслигу. 5 февраля 2010 года Мауль завершил карьеру из-за травмы.
По завершении карьеры Мауль остался в системе «Рот-Вайсса» и стал менеджером клуба. В июне 2011 года он покинул клуб, который был признан банкротом. В 2011 году Мауль окончил заочное обучение в области спортивного менеджмента и в августе был назначен в наблюдательный совет «Гютерсло». В ноябре он стал спортивным директором клуба, пробыв на этом посту до июня 2013 года. В июне 2017 года Мауль был назначен администратором «Меппена».